# Henkle Peak
Henkle Peak är en bergstopp i Antarktis. Den ligger i Västantarktis. Chile och Storbritannien gör anspråk på området. Toppen på Henkle Peak är 1 001 meter över havet.
Terrängen runt Henkle Peak är platt.  Trakten är obefolkad. Det finns inga samhällen i närheten.